# Korså bruk
Korså bruk är beläget vid sjön Hinsen i Falu kommun här bor ett 50-tal permanentboende och lika många fritidsboende. Mycket av den gamla bruksmiljön finns kvar liksom skolhuset, missionshuset, brukshandeln, de gamla smedlängorna med mera. Det finns ett museum. Vid sjön finns två bad- och fiskeplatser med möjlighet att grilla och flera vandringsleder. Korså ligger mitt i ett fiskevårdsområde med ett 15-tal sjöar med bland annat öring, regnbåge, röding och sik. I skogarna runt bruket finns en vargstam, kallad Korsåreviret, med nästan 10 vargar. Bruket var ett järnbruk, som numera vårdas som industriminne. Sommartid finns servering i Korså herrgård.

## Historik
År 1838 fick Stora Kopparbergs Bergslag sin ansökan beviljad att anlägga ett järnbruk vid den lilla Korsån, som bildar avlopp för sjön Hinsen i Sundborns socken. Carl Henric Örtengren, bokhållare på Svartnäs bruk fick, 23 år gammal, i uppgift att flytta till Korså och där bygga ett nytt järnbruk mitt i vildmarken, där inga vägar eller byar fanns. Privilegiet gällde för fyra härdar och tre hammare och en årlig produktion av 475 ton stångjärn. Örtengren var född 1815 i Stora Kopparbergs församling, men växte upp på Svartnäs, där hans far Jacob Henric Örtengren var bruksinspektor.
Korså bruk togs i drift 1841 för att bearbeta tackjärnet från Ågs hytta. År 1847 infördes Lancashiresmide i Korsån med gott resultat och stångjärnet höll en hög kvalitet. Det fanns god avsättning för Lancashirejärn och Korså bruk låg strategiskt mellan sjöarna Hinsen och Hyen. Tackjärnet transporterades från Åg till Svartbäcken och sedan över Hinsen till Korså där det bearbetades till stångjärn. Därefter transporterades stångjärnet vidare över Hyen till Korså station vid Gävle–Dala Järnväg och med tåg till Gävle och vidare ut i världen. Brukets storhetstid var under 1880- och 1890-talen. Som mest tillverkades 2 600 ton stångjärn och mer än 3 000 ton smältjärn per år. Befolkningen uppgick under perioden till nästan 400 personer.
Bebyggelsen i Korså bruk växte fram och fick en typisk brukskaraktär med verksbyggnader, förvaltarbostad, brukshandel, skola och ladugård. Föreningslivet var aktivt och det fanns bruksorkester, dansbana, handelsförening, missions- och nykterhetsförening. På grund av de långa avstånden fick bruket en egen begravningsplats som ligger vackert vid sjön Lilla Logärden.
1930 upphörde produktionen vid Korså bruk och Stora Kopparberg koncentrerade all sin järnproduktion till Domnarvets järnverk i Borlänge. Därefter blev Korså ett skogsarbetarsamhälle fram till 1970-talet då Stora gjorde en stor satsning på turism. År 2013 var Korså en by med ett 50-tal invånare.

## Galleri

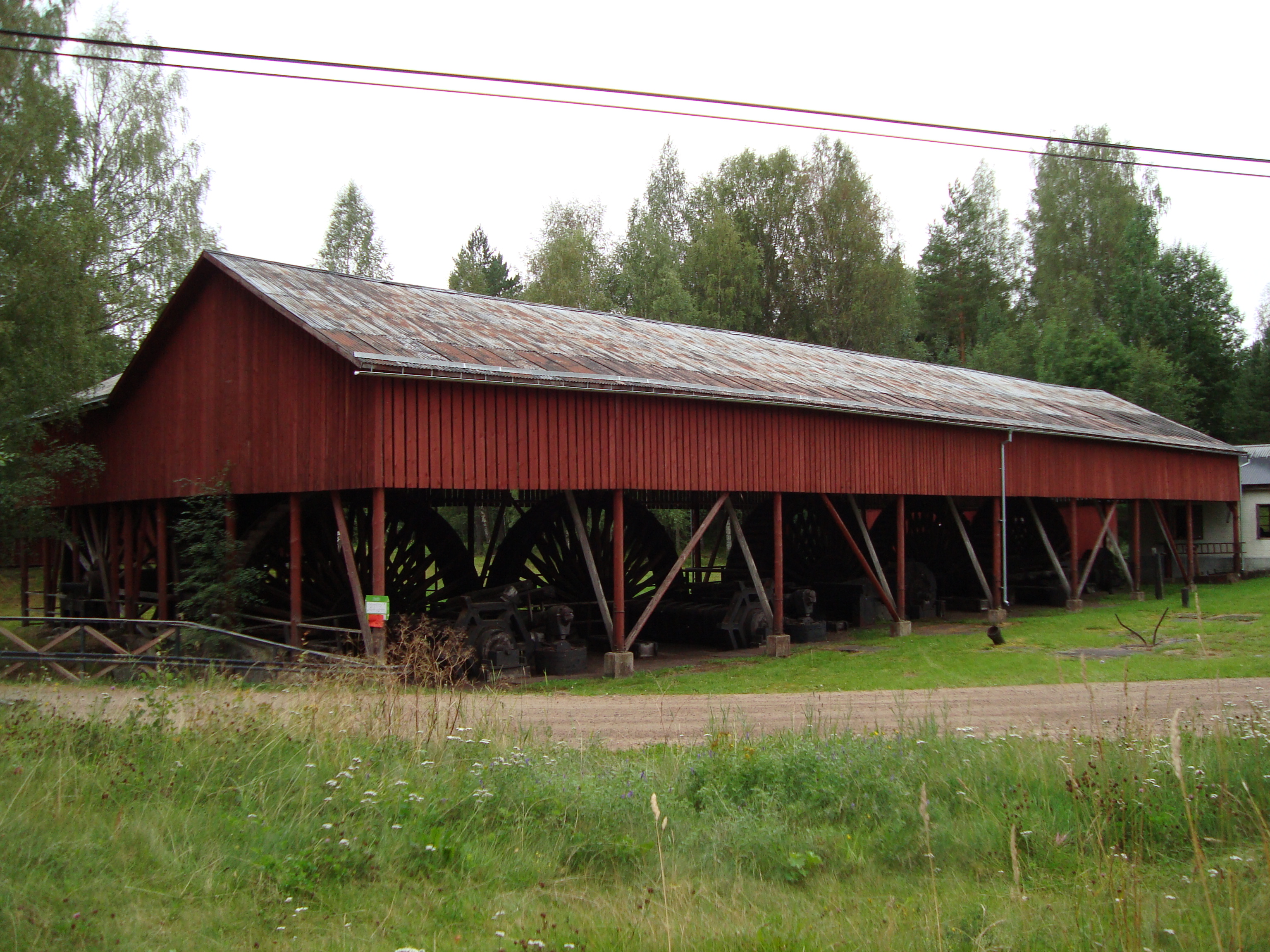
Vattenhjulen
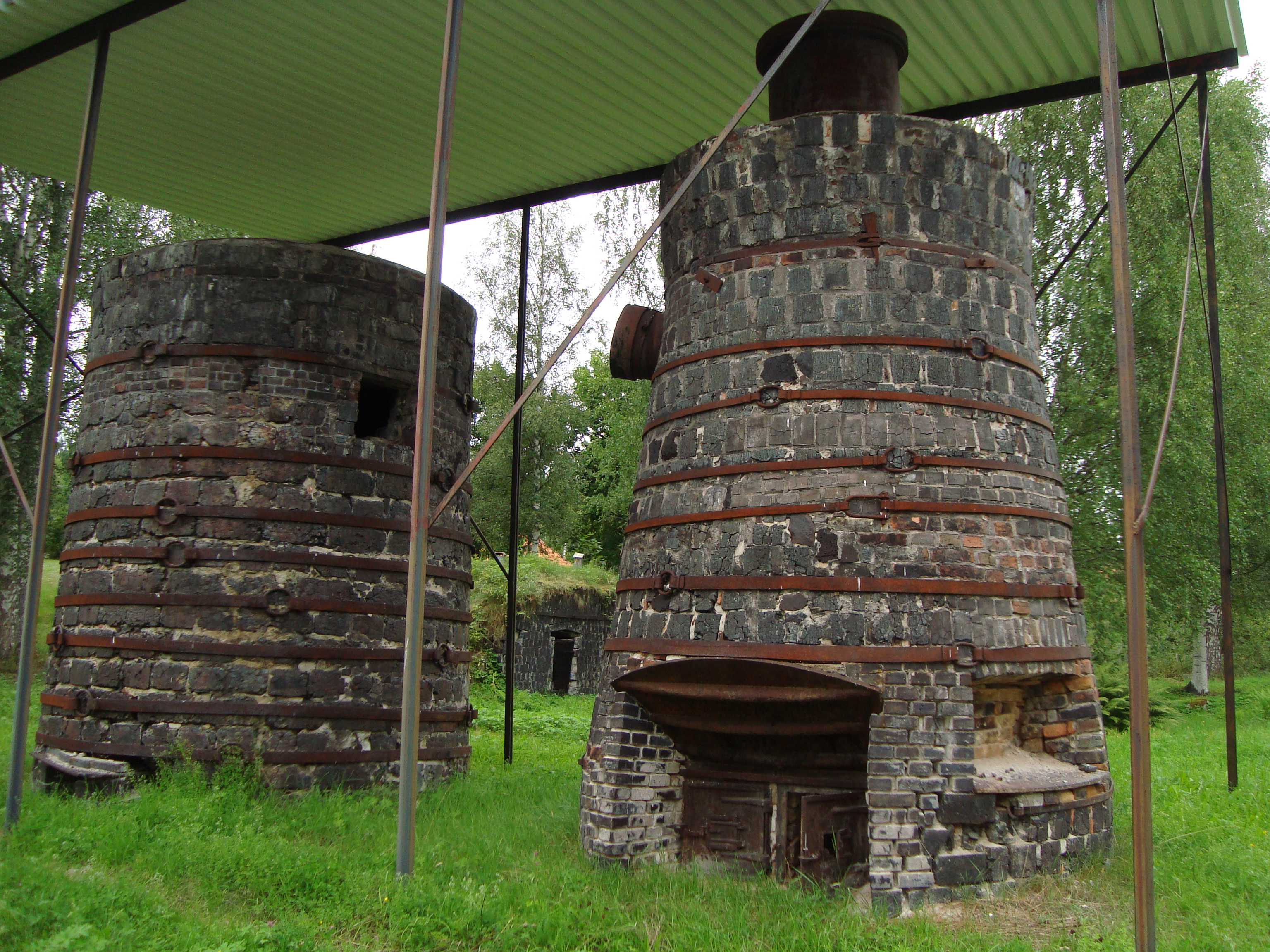
Rost- och masugn
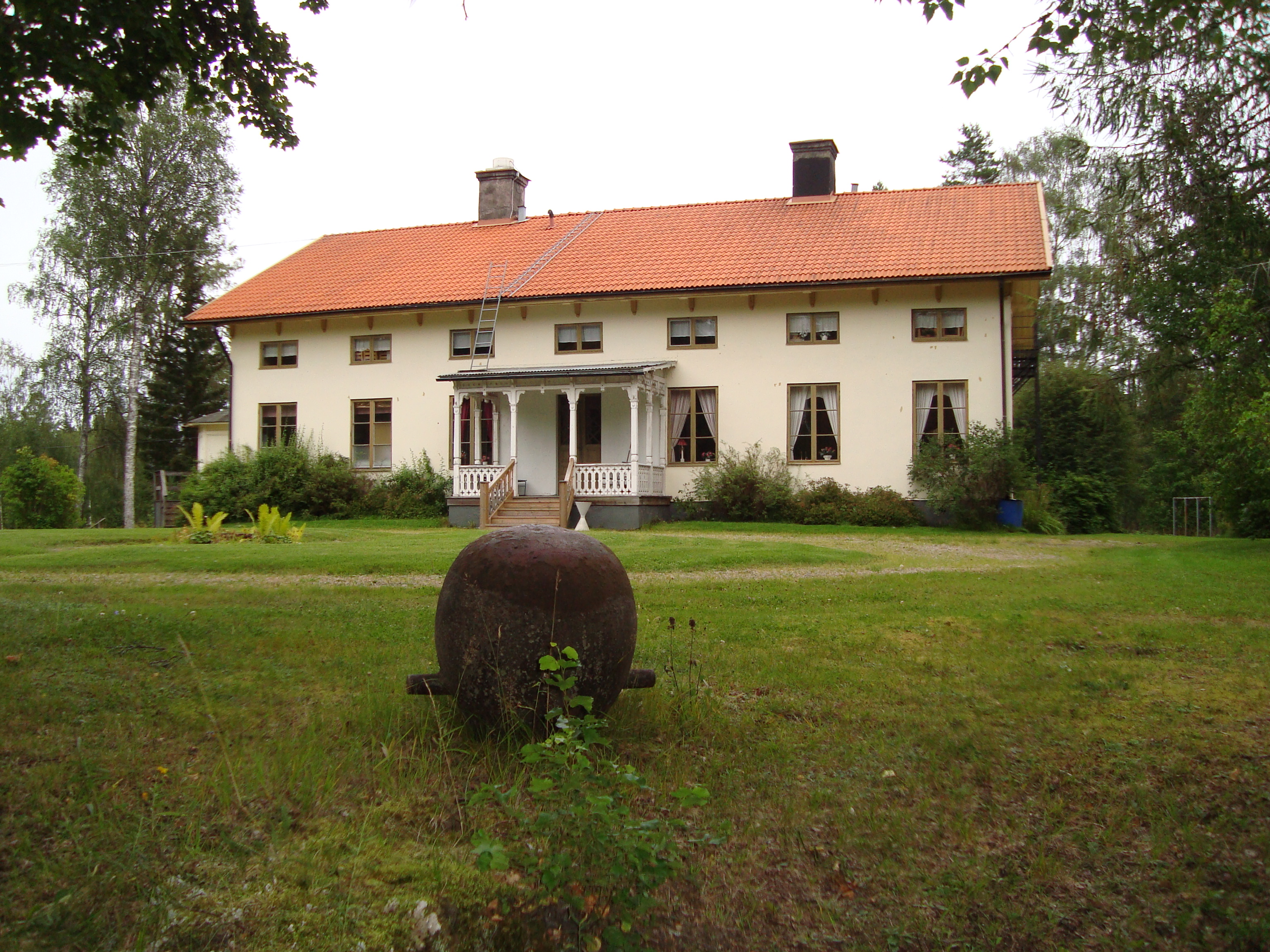
Korså herrgård